# Jonas Wille
Jonas Wille (geboren am 20. Mai 1976 in Halden) ist ein norwegischer Handballtrainer.

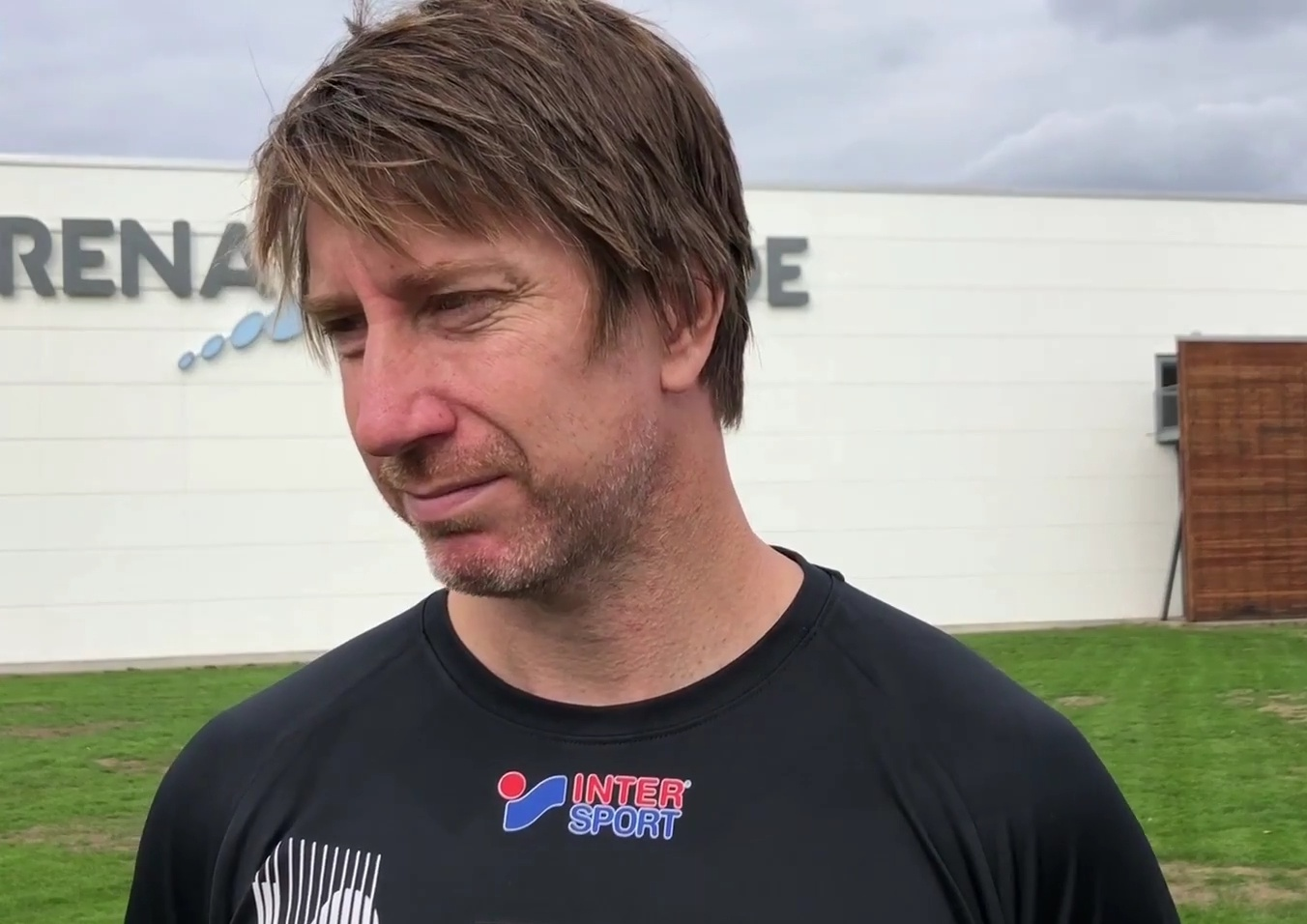
Jonas Wille (2018)

## Ausbildung
Nach eigenen Angaben besuchte er von 1995 bis 1996 die Hochschule in Østfold, anschließend ein Jahr lang die Universität Oslo, von 1999 bis 2000 erneut die Østfolder Hochschule und von 2000 bis 2001 die Universität in Oslo. Von 2001 bis 2004 machte er an der norwegischen Sporthochschule zunächst den Bachelor- und anschließend einen Master-Abschluss. Von 2015 bis 2017 absolvierte er den Trainerlehrgang der Europäischen Handballföderation.

## Handballtrainer
Wille war für skandinavische Handballvereine und für den norwegischen Handballverband in verschiedenen Funktionen tätig.
Zunächst trainierte er im August 2004 die weibliche U16/U18 Norwegens. Von Mai 2007 bis April 2008 trainierte er die Frauen des Fjellhammer IL in der REMA 1000-ligaen, der höchsten norwegischen Spielklasse. Von Mai 2008 bis April 2009 war er Trainer des Ligakonkurrenten Stabæk IF, von August 2003 bis Juli 2009 war er zudem als Trainer und Manager von WANG Toppidrett Oslo aktiv. Von Mai 2009 bis Juni 2017 war er Trainer der Männer des Idrettslaget Haldentopphåndball. Im August 2015 trainierte er auch die männliche U19/U21 Norwegens. Ab Juli 2017 bis Mai 2018 betreute er als Trainer in der ersten dänischen Liga die Männer vom Verein HC Midtjylland, anschließend wechselte er zum schwedischen Erstligisten IFK Skövde HK, den er von Juni 2018 bis Juli 2020 betreute. Von Juli 2020 bis Juli 2021 war er Trainer des dänischen Teams Mors-Thy Håndbold. Wille wurde im Oktober 2021 zum Co-Trainer der norwegischen Männer-Nationalmannschaft berufen. Er war dort von November 2021 bis April 2022 tätig. Ab Juli 2021 war er auch Trainer des schwedischen Erstligisten IFK Kristianstad. Im Juni 2022 unterschrieb er einen  bis 2026 laufenden Vertrag als Cheftrainer der norwegischen Männer-Nationalmannschaft.

## Sonstiges
Bei dem norwegischen Eishockeyverein Comet Hockey war er von Mai 2005 bis April 2006 als Krafttrainer in der Eliteserien tätig. Von Mai 2009 bis Mai 2010 arbeitete er als Personal Coach bei Spenst Halden. Beim Fußballverein Sarpsborg 08 FF war er von Januar 2014 bis Juli 2016 als Krafttrainer angestellt.